# Університет аз-Зайтуна
Університет аз-Зайтуна (варіанти ез-Зайтуна, араб. جامعة الزيتونة, фр. Université Zitouna) розташовується в Монфлері, Туніс. Вперше він був створений в 737 році як медресе, а згодом перетворений в університет у 1956 році. Він складається з Вищого теологічного інституту та Вищого інституту ісламської цивілізації в Тунісі та дослідницької установи Центру ісламських досліджень в Кайруані. Один з найстаріших навчальних закладів світу.

## Історія
Протягом століть Кірван був давнім центром навчання у Тунісі та Північній Африці загалом. Починаючи з 13 століття, Туніс став столицею Іфрікиї під владою Альмохада і Хафсида. Цей зсув влади допоміг Аз-Зайтуні процвітати й стати одним з головних центрів ісламського навчання, і Ібн Хальдун, перший соціальний історик в історії, був одним з його продуктів. Успішний університет приваблював студентів та вчених з усіх частин відомого на той час світу. Поряд з теологією, головним чином Корану, університет викладав правознавство, історію, граматику, науку та медицину. Що стосується книг та бібліотек, то бібліотеки Аз-Зайтуни були найбагатшими серед його північноафриканських колег. У ньому було кілька колекцій, що налічували десятки тисяч книг. Одна з бібліотек Ель-Абдалії включала велику колекцію рідкісних та унікальних рукописів. Рукописи охоплювали майже всі предмети та науки, включаючи граматику, логіку, документацію, етикет досліджень, космологію, арифметику, геометрію, корисні копалини, професійну підготовку тощо.
Історично традиційна педагогіка університету виступала проти французького впливу в туніській культурі. Студенти, викладачі та випускники стали невіддільною частиною партії «Дестур» 1920-х років.
Після набуття незалежності Тунісу 26 квітня 1956 року був створений сучасний університет Зайтуна. Він став наступником факультету шаріату та теології Зайтуни 1 березня 1961 року, який став однією зі складових Туніського університету. Ім'я Зайтуни було відновлено Зіном Ель-Абідіном Бен-Алі в 1987 році.

## Навчання
Сучасний навчальний заклад налічує близько 1200 студентів та 90 викладачів, розділених між двома пов'язаними інститутами — Вищим теологічним інститутом та Вищим інститутом ісламської цивілізації в Тунісі — та дослідницьким закладом Центром ісламських досліджень (араб. مركز الدراسات الإسلامية بالقيروان) у Кайруані.
Уроки у Вищому теологічному інституті розпочались у 1988/89 навчальному році. Можна отримати наступні ступені
1. Бакалавр з шаріату та ісламської думки в ісламських науках
2. Магістр ісламських наук
3. Доктор філософії в ісламських науках
4. Вищий технік з прикладних мультимедіа в ісламському мистецтві (Superior Technician in Applied Multimedia on Islamic Arts)
5. Вищий технік мистецтв ісламської спадщини

У Вищому інституті ісламської цивілізації навчається близько 300 студентів та 40 дослідників. Там можна отримати:
1. Національний диплом першого циклу з ісламознавства (DEUPC)
2. Національний диплом магістра з ісламознавства

## Факультети
1. Ісламознавство та ісламська цивілізація
2. Ісламське право
3. Богослов'я

## Визначні випускники
Серед відомих випускників — учений Абдул-Рахман Ібн Хальдун, профспілковий діяч і письменник Тахар Хаддад, політик і письменник Абделазіз Таальбі, національний поет Тунісу Абул-Касем Ечеббі та великий імам мухадді муфтій Аль-Саїд Фахал Бін Джаваід Аль-Хасамі).